# Yuen Tun Tsuen

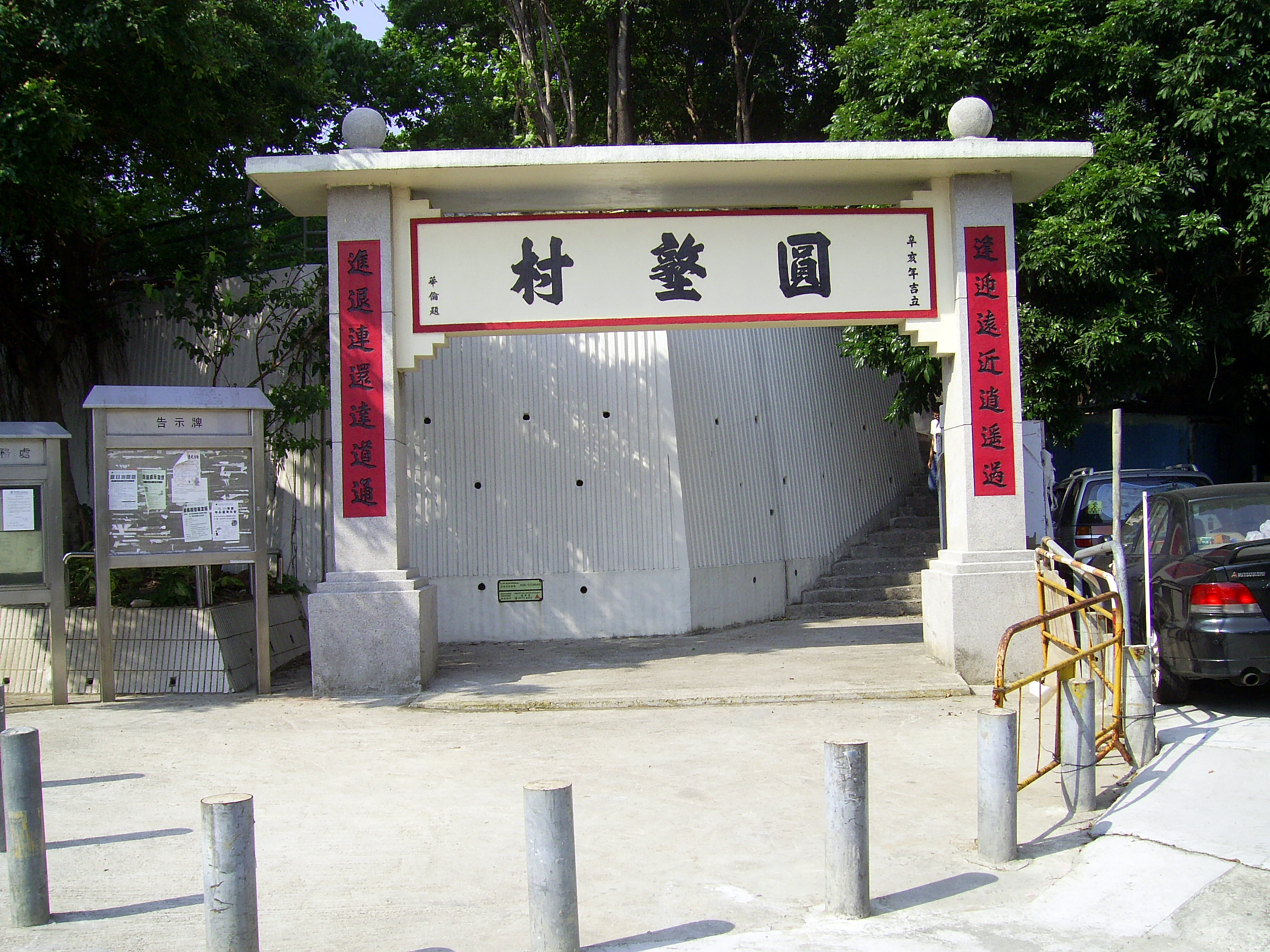
Portal da vila Yuen Tun em maio de 2009.

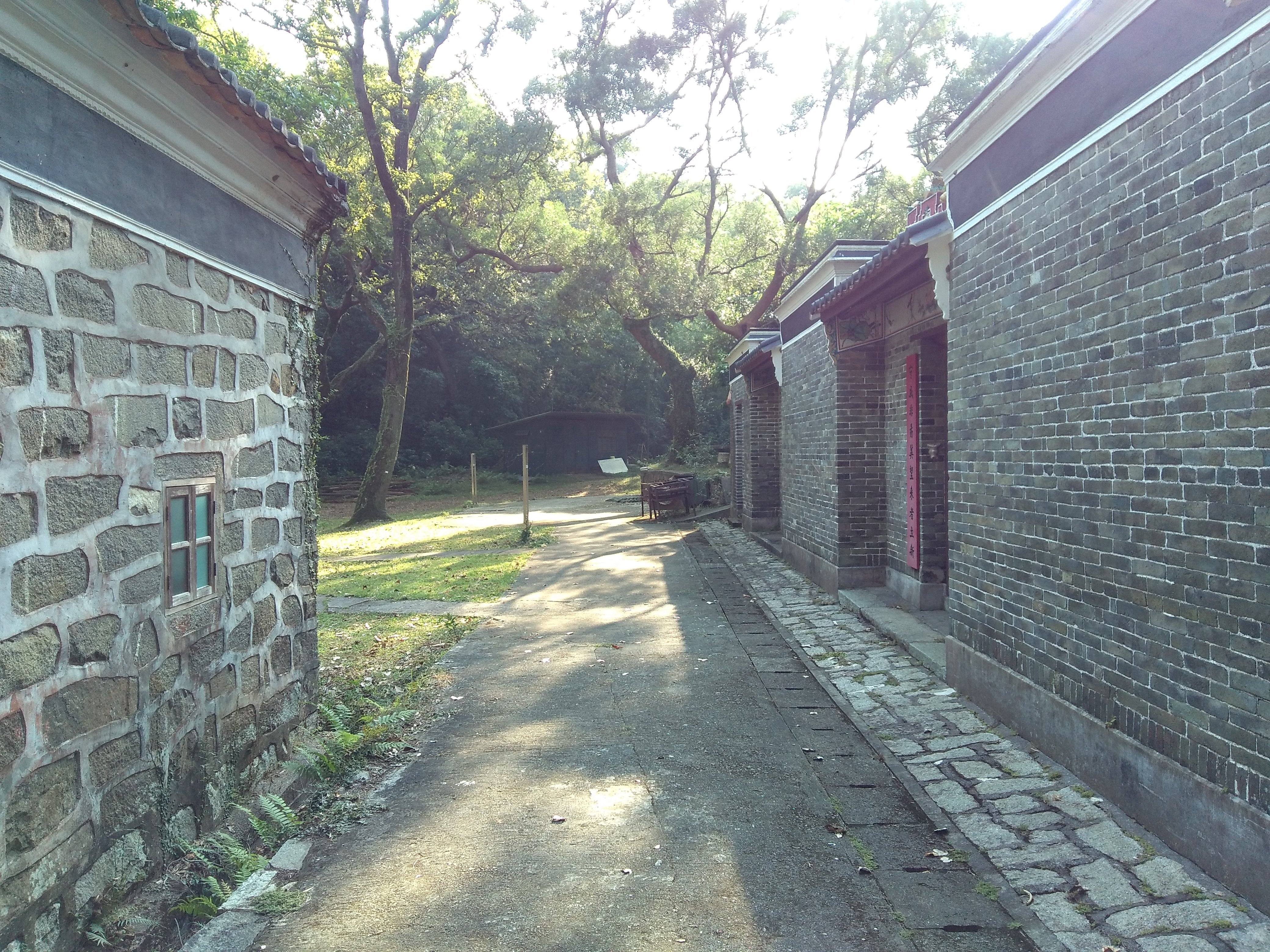
Casas e antigo Chung Ancestral Hall da antiga aldeia Yuen Tun, hoje parte do Yuen Tun Camp do Serviço de Ajuda Civil, dentro do Tai Lam Country Park.

Yuen Tun Tsuen ou Vila Yuen Tun (chinês tradicional: 圓墩村) é uma vila em Tsing Lung Tau, distrito de Tsuen Wan, Hong Kong .

## História
Algumas entrevistas realizadas em 1982 mencionaram que "Quando os aldeões de Tsing Yi queriam se casar, procuravam parceiros de Tin Fu Tsai, Tsuen Wan e Yuen Tun." 

## Links Externos
- Delineamento da área da aldeia existente Yuen Tun (Tsuen Wan) para eleição do representante residente (2019 a 2022)
- Conselho Consultivo de Antiguidades . Avaliação de edifícios históricos. Casa antiga de Chung, Yuen Tun Fotos:
- Conselho Consultivo de Antiguidades . Avaliação de edifícios históricos. Antigo Chung Ancestral Hall (1), Yuen Tun Tsuen Pictures
- Conselho Consultivo de Antiguidades . Avaliação de edifícios históricos. Antigo Chung Ancestral Hall (2), fotos de Yuen Tun Tsuen